# Линия euch-enk

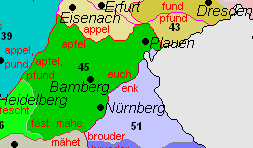
Изоглоссы алеманнского диалекта. Синим обозначены баварские диалекты

Линия euch-enk (нем. euch/enk-Linie) — изоглосса немецкоязычного пространства, названная по особенности употребления местоимения второго лица множественного числа euch, которое в баварском диалекте принимает вид enk. Другое название линии — линия Леха (по течению реки Лех линия разделяет швабские и баварские диалекты).
Изоглосса начиналась на востоке как часть линии Карлсруэ юго-восточнее Карловых Вар, севернее этого города она делает изгиб по направлению немецко-чешской границы, где близ Краслице и Аша она переходит линию apfel-appel. Оттуда линия следует севернее Хеба по направлению к Нюрнбергу, образуя в данной местности границу между восточнофранкским и северобаварским диалектами, проходя далее к югу по городам Монхайм, Вертинген, Аугсбург, Ландсберг и Фюссен. К востоку от Фюссена линия переходит немецко-австрийскую границу, где отделяет алеманнский Форарльберг от баварского Тироля. Заканчивается линия в приграничье Австрии, Швейцарии и Италии.